# Amadou Ciss
Pour les articles homonymes, voir Ciss.
Amadou Ciss est un footballeur sénégalais, né le 10 avril 1999 à Guédiawaye au Sénégal. Il évolue au poste de milieu de terrain.

## Biographie

### Carrière en club

#### Formation
Amadou Ciss débute le football à l'école de football de Médina, à Dakar. Lors d'un tournoi cadet organisé par l'ASC Ngaaraf, il se fait repéré par des recruteurs et rejoint le Teungueth FC.
En 2017, il est transféré du club sénégalais du Teungueth FC, vers le club français du Pau FC. 

#### Pau FC
La première moitié de saison est celle de l'adaptation. Cissé s'affirme comme un élement essentiel sur la seconde partie de la saison 2017-2018.
Après une bonne saison au Pau FC, il se voit appelé en équipe de France des moins de 19 ans. Cependant, il ne peut être sélectionnable, puisqu'il ne possède pas la nationalité française. 

#### Fortuna Sittard
En 2018, il rejoint le club néerlandais du Fortuna Sittard. 

#### Amiens SC
Deux ans plus tard, il revient en France et signe à l'Amiens SC.

#### Adanaspor
Après un prête réussi en 2022 il retourne définitivement à Adanaspor. Pour un contrat jusqu’à 2025 le club évolue en Championnat de Turquie de football de deuxième division.

### Carrière internationale
En 2019, il participe avec l'équipe du Sénégal des moins de 20 ans à la Coupe d'Afrique des nations junior. Lors de cette compétition, il joue deux matchs, contre le Ghana et le Burkina Faso. Le Sénégal s'incline en finale face au Mali après une séance de tirs au but, avec Amadou Ciss qui reste sur le banc des remplaçants.

## Statistiques
| Saison                | Club                  | Championnat           | Championnat | Championnat | Championnat | Coupe nationale | Coupe nationale | Coupe nationale | Coupe de la Ligue | Coupe de la Ligue | Coupe de la Ligue | Total | Total | Total |
| Saison                | Club                  | Division              | M.          | B.          | P.d.        | M.              | B.              | P.d.            | M.                | B.                | P.d.              | M.    | B.    | P.d.  |
| 2017-2018             | Pau FC                | National              | 24          | 2           | 3           | -               | -               | -               | -                 | -                 | -                 | 24    | 2     | 3     |
| Sous-total            | Sous-total            | Sous-total            | 24          | 2           | 3           | 0               | 0               | 0               | 0                 | 0                 | 0                 | 24    | 2     | 3     |
| 2018-2019             | Fortuna Sittard       | Eredivisie            | 10          | 0           | 1           | -               | -               | -               | -                 | -                 | -                 | 10    | 0     | 1     |
| 2019-2020             | Fortuna Sittard       | Eredivisie            | 22          | 6           | 4           | 2               | 0               | 1               | -                 | -                 | -                 | 24    | 6     | 5     |
| Sous-total            | Sous-total            | Sous-total            | 32          | 6           | 5           | 2               | 0               | 1               | 0                 | 0                 | 0                 | 34    | 6     | 6     |
| 2020-2021             | Amiens SC             | Ligue 2               | -           | -           | -           | -               | -               | -               | -                 | -                 | -                 | 0     | 0     | 0     |
| Sous-total            | Sous-total            | Sous-total            | 0           | 0           | 0           | 0               | 0               | 0               | 0                 | 0                 | 0                 | 0     | 0     | 0     |
| Total sur la carrière | Total sur la carrière | Total sur la carrière | 56          | 8           | 8           | 2               | 0               | 1               | 0                 | 0                 | 0                 | 58    | 8     | 9     |

## Palmarès

### Avec l'équipe du Sénégal
- Finaliste de la Coupe d'Afrique des nations junior en 2019 avec l'équipe du Sénégal des moins de 20 ans